# Magnolia krusei
Magnolia krusei är en magnoliaväxtart som beskrevs av J.Jiménez Ram. och Cruz Durán. Magnolia krusei ingår i släktet Magnolia och familjen magnoliaväxter. Inga underarter finns listade i Catalogue of Life.